# Marko Stanković
Marko Stanković (Krems an der Donau, 17 febbraio 1986) è un ex calciatore austriaco, di ruolo attaccante.

## Carriera

### Club
Dopo la trafila nelle giovanili con il Leoben, fa il suo esordio in prima squadra nella stagione 2003-2004, in Erste Liga. Nel corso della stagione viene ceduto per qualche mese al Voitsberg, nella Regionalliga. Torna poi alla squadra che lo ha lanciato con cui conquista il titolo di miglior promessa dell'anno nel 2006-2007. Al termine della stagione passa allo Sturm Graz con cui fa l'esordio nella massima divisione austriaca.
Nella sessione di mercato invernale della stagione 2008-2009 passa alla Triestina, nella Serie B italiana, dove esordisce il 6 marzo 2009 in Cittadella-Triestina 0-3, subentrando a Luigi Della Rocca al 20' del secondo tempo.
Nell'estate del 2010 fa il suo rientro in patria, con la maglia dell'Austria Vienna.

### Nazionale
Stanković prende parte alla spedizione austriaca ai Campionati europei Under-17 del 2003, in cui la sua nazionale giunge terza. Gioca poi sia nella Nazionale Under-19 che in quella Under-21.
Il 19 novembre 2008 fa il suo esordio nella Nazionale maggiore, entrando al 70' nella gara persa contro la Turchia per 4-2.

## Statistiche

### Cronologia presenze e reti in Nazionale
| Cronologia completa delle presenze e delle reti in nazionale ― Austria | Cronologia completa delle presenze e delle reti in nazionale ― Austria | Cronologia completa delle presenze e delle reti in nazionale ― Austria | Cronologia completa delle presenze e delle reti in nazionale ― Austria | Cronologia completa delle presenze e delle reti in nazionale ― Austria | Cronologia completa delle presenze e delle reti in nazionale ― Austria | Cronologia completa delle presenze e delle reti in nazionale ― Austria | Cronologia completa delle presenze e delle reti in nazionale ― Austria |
| Data                                                                   | Città                                                                  | In casa                                                                | Risultato                                                              | Ospiti                                                                 | Competizione                                                           | Reti                                                                   | Note                                                                   |
| ---------------------------------------------------------------------- | ---------------------------------------------------------------------- | ---------------------------------------------------------------------- | ---------------------------------------------------------------------- | ---------------------------------------------------------------------- | ---------------------------------------------------------------------- | ---------------------------------------------------------------------- | ---------------------------------------------------------------------- |
| 19-11-2008                                                             | Vienna                                                                 | Austria                                                                | 2 – 4                                                                  | Turchia                                                                | Amichevole                                                             | -                                                                      | 71’                                                                    |
| Totale                                                                 |                                                                        | Presenze                                                               | 1                                                                      |                                                                        | Reti                                                                   | 0                                                                      |                                                                        |

## Palmarès

### Club

#### Competizioni nazionali
- Campionato austriaco: 1

Austria Vienna: 2012-2013